# Зеленотілка альпійська
Зеленотілка альпійська (Somatochlora alpestris) — вид бабок родини кордуліїд (Corduliidae).

## Поширення
Вид поширений в Північній Європі та Північній Азії від Скандинавії до Японії. В Центральній Європі є реліктові ізольовані популяції на високогір'ях Альп, Татр і Карпат. В Україні вид трапляється в альпійському поясі Чорногірського хребта. Населяє арктичні та гірські райони, де розмножується на кислих болотах.

## Опис
Комаха завдовжки 45-50 мм. Тіло бронзово-зелене. На кутиках чола є жовті плями, в основі II і III сегментів черевця може бути вузька світла смужка. Очі яскравого зеленого кольору.

## Спосіб життя
Імаго літають з червня по вересень. Самиця відкладає яйця на водну рослинність. Личинки розвиваються впродовж 2-3 років. Німфи здатні пережити короткочасне заморожування та повне висихання свого водоймища, тоді як дорослі особини чутливі до низьких температур та снігопаду в середині літа, коли вони активні.